# 1992年夏季残疾人奥林匹克运动会尼日利亚代表团
1992年夏季残疾人奥林匹克运动会尼日利亚代表团是尼日利亚派出的1992年夏季残疾人奥林匹克运动会代表团。获得3枚金牌。